# Federazione europea dei giornalisti
La Federazione europea dei giornalisti è il ramo europeo della Federazione internazionale dei giornalisti. È la più grande organizzazione di giornalisti presente in Europa e rappresenta circa 320 000 giornalisti di 71 diverse organizzazioni di 43 paesi membri. Ha sede a Bruxelles, capitale del Belgio.

## Storia
È stata fondata nel 1994 per rappresentare gli interessi di associazioni e di sindacati di giornalisti. Ha uno status giuridico indipendente come organizzazione non a scopo di lucro internazionale (è una "association internationale sans but lucratif", secondo la legge belga dal febbraio 2013).
Si batte per i diritti sociali e professionali dei giornalisti che lavorano in tutti i diversi mezzi di comunicazione situati in Europa. Promuove e difende i diritti alla libertà di espressione e d'informazione, garantiti dall'articolo 10 della Convenzione europea dei diritti dell'uomo.
Sostiene i suoi affiliati per promuovere lo sviluppo delle relazioni sindacali, reclutare nuovi membri e mantenere, o creare, ambienti in cui esistano qualità e dignità del lavoro, indipendenza giornalistica e pluralismo. Infine promuove la tutela del giornalismo come servizio pubblico.
È riconosciuta dall'Unione Europea e dal Consiglio d'Europa. È iscritta al Registro per la trasparenza dell'UE ed è membro del comitato esecutivo della Confederazione europea dei sindacati (CES).